# Ларссон, Карл Улоф
Карл У́лоф Ла́рссон (швед. Carl Olof Larsson; 28 мая 1853[…], приход Церкви Святого Николая, Шведско-норвежская уния — 22 января 1919[…], Сундборнс, Коппарберг) — шведский художник, известный своими многочисленными полотнами, фресками и акварелями и считающийся одним из самых почитаемых шведских живописцев. Своей наиболее значимой работой художник считал картину «Зимняя жертва» (швед. Midvinterblot), которая сейчас хранится в Национальном музее Швеции.

## Биография

### Детство
Ларссон родился 28 мая 1853 года в Стокгольме в районе Гамла стан (Старый город). Его родители жили крайне бедно, и его детство вряд ли можно было назвать счастливым.
Рената Пьюводжел в своей книге «Ларссон» описывает детские годы Карла: «Когда он был ещё совсем ребёнком, его мать вместе с ним и его братом Юханом оказалась на улице. Семья много переезжала». Как правило, в одном доме жили одновременно три семьи; «нищета, грязь и порок процветали там, бурля и тлея, пожирая и разлагая тела и души. Унылая и тягостная атмосфера, царившая в доме, была самой благоприятной средой для холеры», — вот как сам художник вспоминает о своем детстве в автобиографическом романе «Я» (швед. Jag).
Мать Ларссона была прачкой, а отец — простым рабочим. Жестокий и вспыльчивый, он, напившись, часто срывал гнев на сыне. После очередной попойки он заявил: «Я проклинаю тот день, когда ты родился». Тяжелые воспоминания об этом остались у Ларссона на всю жизнь.

### Молодость и первый успех
Талант 13-летнего Карла заметил его учитель в школе для бедных. По совету учителя Ларссон подал заявление на поступление в школу при шведской Королевской академии искусств и был принят. В первые годы своего обучения в школе он чувствовал себя там человеком второго сорта, был робок и застенчив. В 1869 году, в возрасте шестнадцати лет, он поступил в «античную школу» при той же академии. Там Ларссон стал более уверенным в себе, и даже приобрёл большую известность среди студентов. Свою первую награду Карл получил за рисунок в жанре «ню». Помимо этого, Ларссон работал в качестве художника-карикатуриста в юмористической газете Каспер (швед. Kasper) и иллюстратора в газете Новая иллюстрированная газета (швед. Ny Illustrerad Tidning). Он зарабатывал достаточно, чтобы финансово помогать родителям.

### Переезд во Францию
В 1877 году, после нескольких лет работы иллюстратором, Ларссон переезжает в Париж, где ему, однако, несмотря на упорство и стремление, не удается добиться успеха. Не заинтересовало его и популярное тогда во Франции направление импрессионизма. Наоборот, вместе с другими шведскими художниками, он полностью отвергает идею перемен.
Проведя два лета в Барбизоне, где жили тогда многие художники-пейзажисты, в 1882 году Ларссон вместе со своими коллегами из Швеции обосновался в Гре-сюр-Луэн, небольшом городке в пригороде Парижа. Именно там он и повстречал Карин Бергее, которая вскоре стала его женой. Эта встреча стала поворотным моментом в жизни художника. Там, в Гре-сюр-Луэн, Ларссон написал несколько своих наиболее значимых работ, выполненных уже в технике акварели и очень отличавшихся от его прошлых полотен маслом.

### Семья

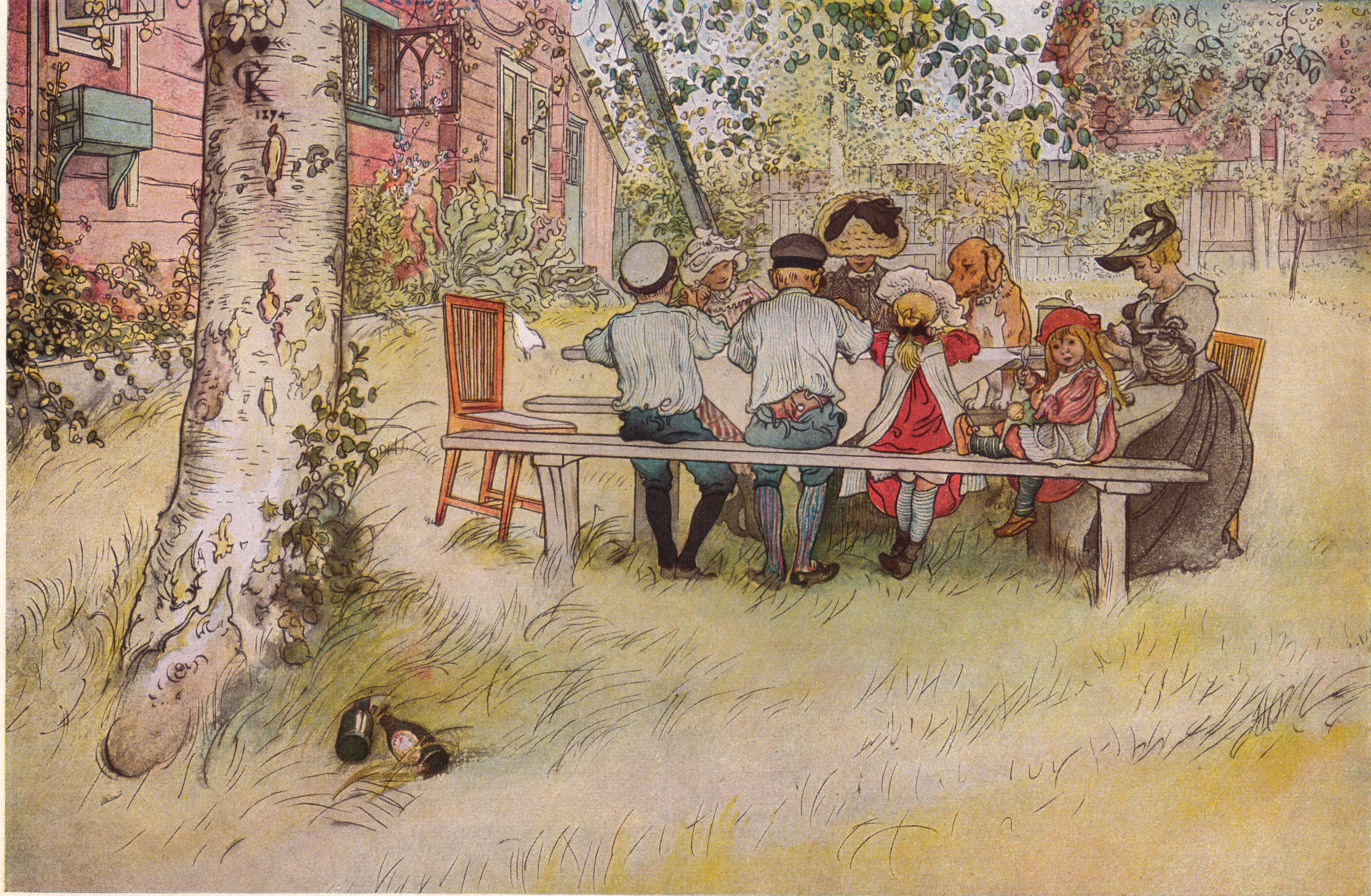
Завтрак под березой, акварель, 1896

У Карла и Карин было восемь детей (Сюзанна (1884), Ульф (1887, умер в 18 лет), Понтус (1888), Лисбет (1891), Брита (1893), Матс (1894, умер в возрасте 2 месяцев), Черстин (Чешти) (1896) и Эсбьорн (1900)), и именно жизнь своей семьи Ларссон чаще всего запечатлевает на своих полотнах. Многие интерьеры, изображенные в его картинах, были нарисованы его женой, которая также работала в качестве дизайнера интерьера.
В 1888 семья получила в подарок от родителей супруги маленький дом в окрестностях Сундборна, к северу от Стокгольма. Идиллическая жизнь в собственном доме в окружении жены и детей становится источником вдохновения для художника. На своих полотнах он изображает жизнь своей семьи. Эти работы становятся выражением внутреннего мира и творческой манеры художника.

### Последние годы жизни
В последние годы своей жизни художник страдал от приступов депрессии. Во время работы над большим полотном «Зимняя жертва» для вестибюля Национального музея у Ларссона возникли проблемы со зрением, что привело к усилению и без того частых головных болей. Перенеся в январе 1919 года инсульт, он посвятил оставшееся время написанию мемуаров. Умер он 22 января 1919 года в Фалуне.

## Творчество

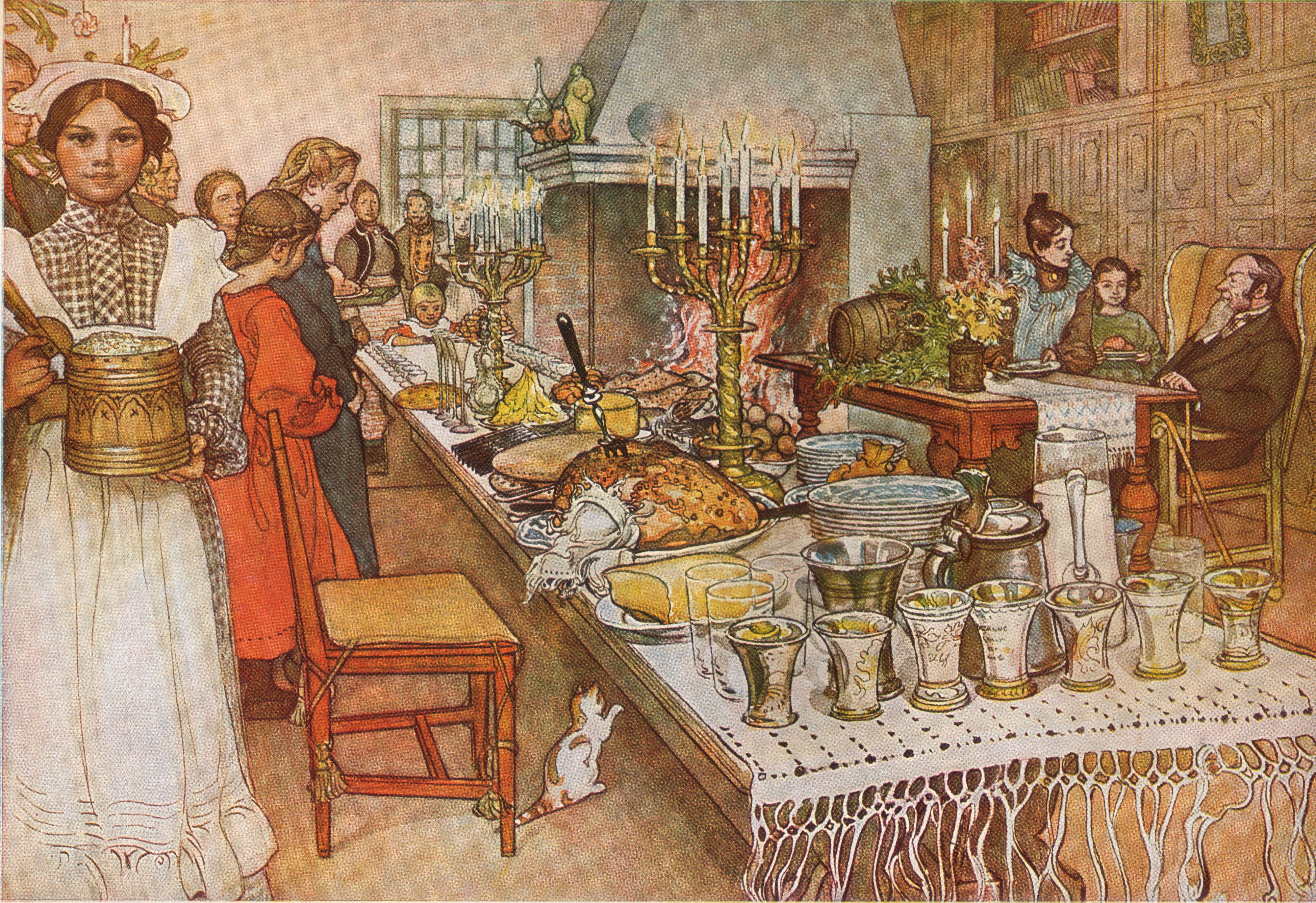
Сочельник (1904-05), акварель

Благодаря книгам и картинам Ларрсона и его жены, дом супругов, который был известен как «Лилла Хюттнес», стал популярным местом среди туристов из разных стран, а интерьер дома, являющийся выражением художественного вкуса его хозяев, стал крайне популярным в Швеции. Сейчас дом принадлежит потомкам Карла и Карин и открыт для посетителей с мая по октябрь.
Популярность художника значительно возросла в 1890-х годах с развитием технологий цветопередачи, когда шведское издательство Бонье выпустило книгу Ларссона под названием «Дом», с полноцветными репродукциями его акварелей.
Однако даже это достижение не могло сравниться с успехом 1909 года, когда немецкий издатель Карл Роберт Лангевише (1874—1931) издал книгу акварелей, рисунков и рассказов Карла Ларссона под названием «Дом под солнцем», которая сразу стала бестселлером — в течение трёх месяцев со старта продаж было продано 40 000 экземпляров, а до 2001 года книга переиздавалась более 40 раз. Ларссоны были поражены таким успехом.
Карл Ларссон был одним из любимейших художников И.Е.Репина. 

### «Зимняя жертва»

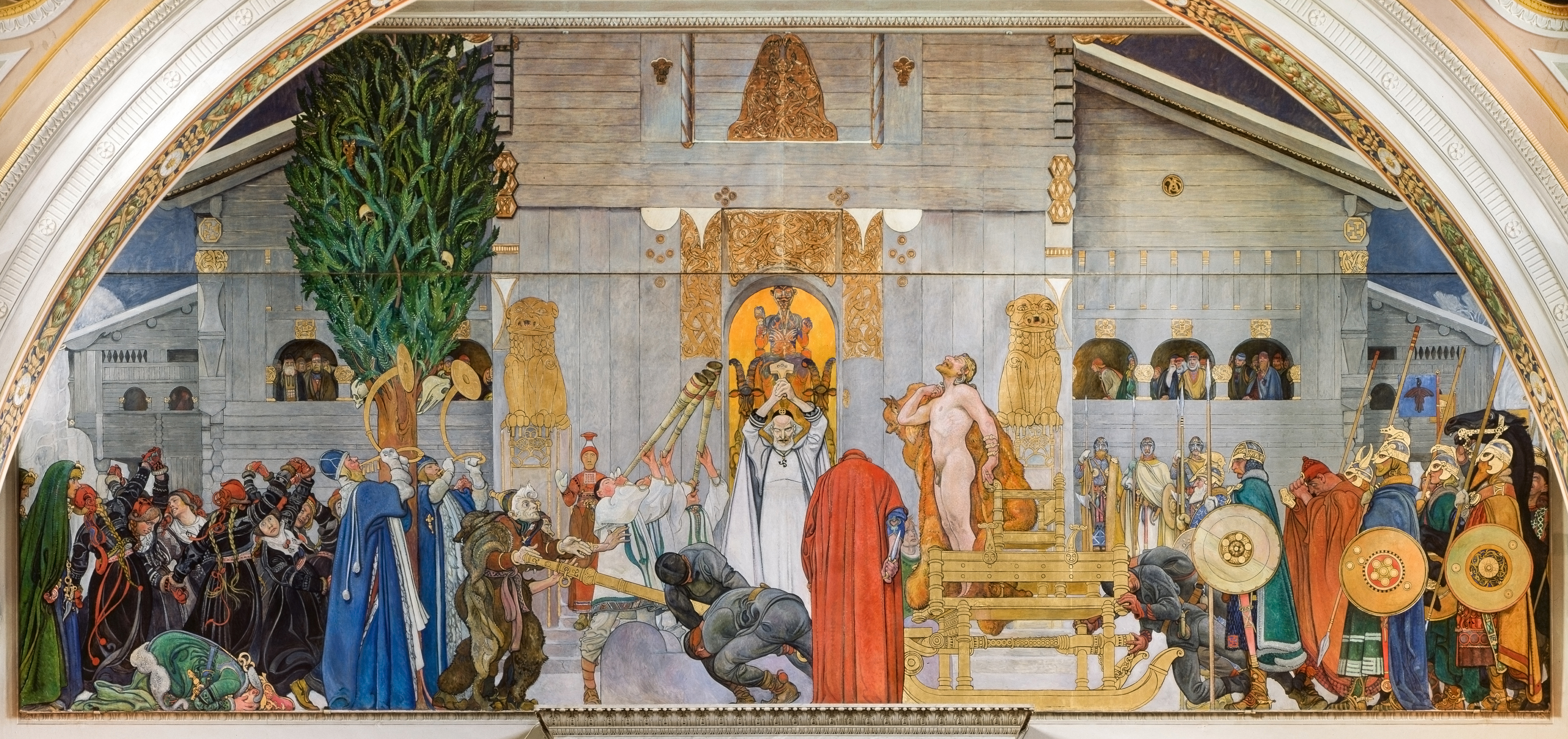
«Зимняя жертва». Национальный музей Швеции

Самыми значимыми своими работами Карл Ларссон считал монументальные полотна и фрески для школ, музеев и других общественных зданий. Его последнее творение, картина маслом «Зимняя жертва» (6 метров × 14 метров), выполнялась по заказу Национального музея в Стокгольме (стены которого уже украшали несколько работ Ларссона) и была завершена в 1915 году. На фреске изображена жертва короля Домальда в храме в Уппсале. Однако когда картина уже была готова, совет музея отклонил заказ.
В своих мемуарах, опубликованных уже после смерти художника, Ларссон пишет о том разочаровании, которое его постигло, когда отвергли лучшее его творение: «Я с тяжелым сердцем признаю, что это меня сломило! И все же, вероятно, так и должно было произойти, потому что интуиция в очередной раз мне подсказывает, что эта картина, со всеми её недостатками, в один прекрасный день, когда меня уже не станет, будет удостоена куда более достойного места».
Полемика между шведскими художниками различных направлений относительно «Зимней жертвы» не прекращалась много лет. В 1987 году картина была даже предложена музею бесплатно, при условии, что она займёт пустую стену, для которой и писалась, однако музей отклонил предложение и картину купил японский коллекционер Хироси Исидзука. В 1992 году он согласился предоставить её музею на время проведения выставки, посвященной творчеству Карла Ларссона, где она была размещена в намеченном месте. Высокая оценка публики заставила экспертов пересмотреть свое мнение об этой картине, и в 1997 году при помощи частных пожертвований музею удалось выкупить картину у Исидзуки. Теперь она демонстрируется на том месте, для которого и была написана.